# Ledeberg (ort i Belgien, Östflandern)
Ledeberg är en ort i Belgien.   Den ligger i provinsen Östflandern och regionen Flandern, i den nordvästra delen av landet, 50 km väster om huvudstaden Bryssel. Ledeberg ligger 10 meter över havet och antalet invånare är 8 454.
Terrängen runt Ledeberg är mycket platt. Runt Ledeberg är det tätbefolkat, med 331 invånare per kvadratkilometer.. Närmaste större samhälle är Gent, 2,3 km nordväst om Ledeberg. 
Omgivningarna runt Ledeberg är en mosaik av jordbruksmark och naturlig växtlighet.